# Rejon muchorszybirski
Rejon muchorzybirski (ros. Мухоршибирский райо́н; bur. Мухар-Шэбэр аймаг) – rejon w azjatyckiej części Rosji, wchodzący w skład Republiki Buriacji. Stolicą rejonu jest Muchorszybir (populacja wsi stanowi 19,1% mieszkańców rejonu). Rejon został utworzony w 1927 roku.

## Położenie
Rejon ma charakter wiejski i zajmuje powierzchnię 4539 km². Położony jest w środkowej części Republiki Buriacji. Przez ten rejon przebiegają droga magistralna M55 oraz droga P441.

## Ludność
Rejon zamieszkany był w 1989 roku przez 28 910 osób, w 2002 roku przez 28 634 osób, a w 2010 roku jego zaludnienie spadło do 24 978 osób. Średnia gęstość zaludnienia w rejonie wynosi 6 os./km².

## Miejscowości[6]
- Bar (Бар)
- Bom (Бом)
- Kalinowka (Калиновка)
- Kusoty (Кусоты)
- Muchorszybir (Мухоршибирь)
- Narsata (Нарсата)
- Nikolsk (Никольск)
- Nowyj Zagan (Новый Заган)
- Podłopatki (Подлопатки)
- Sagan-Nur (Саган-Нур)
- Tugnuj (Тугнуй)
- Charaszybir (Харашибирь)
- Chonchołoj (Хонхолой)
- Choszun-Uzur (Хошун-Узур)
- Cołga (Цолга)
- Szarałdaj (Шаралдай)

## Galeria

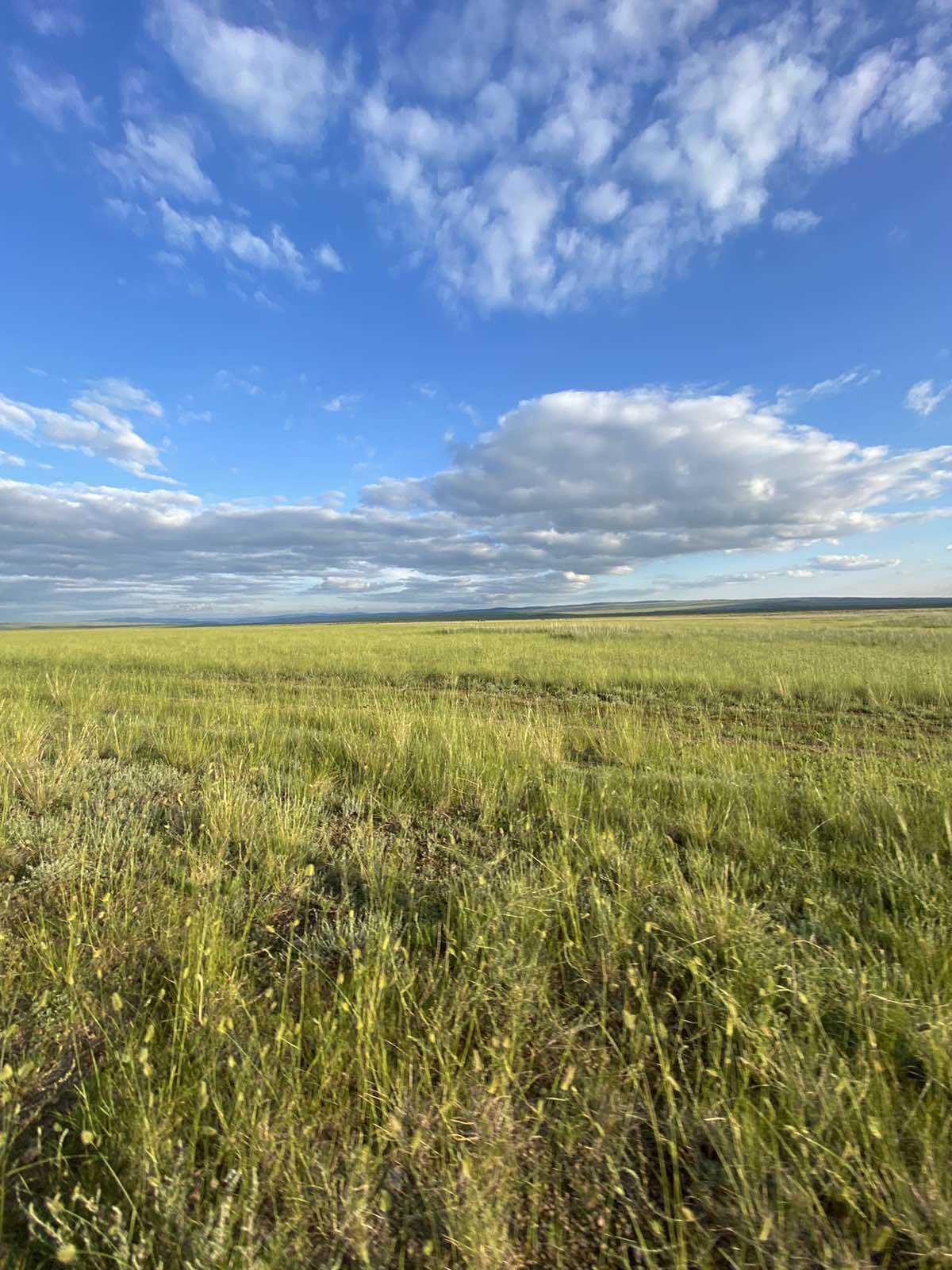
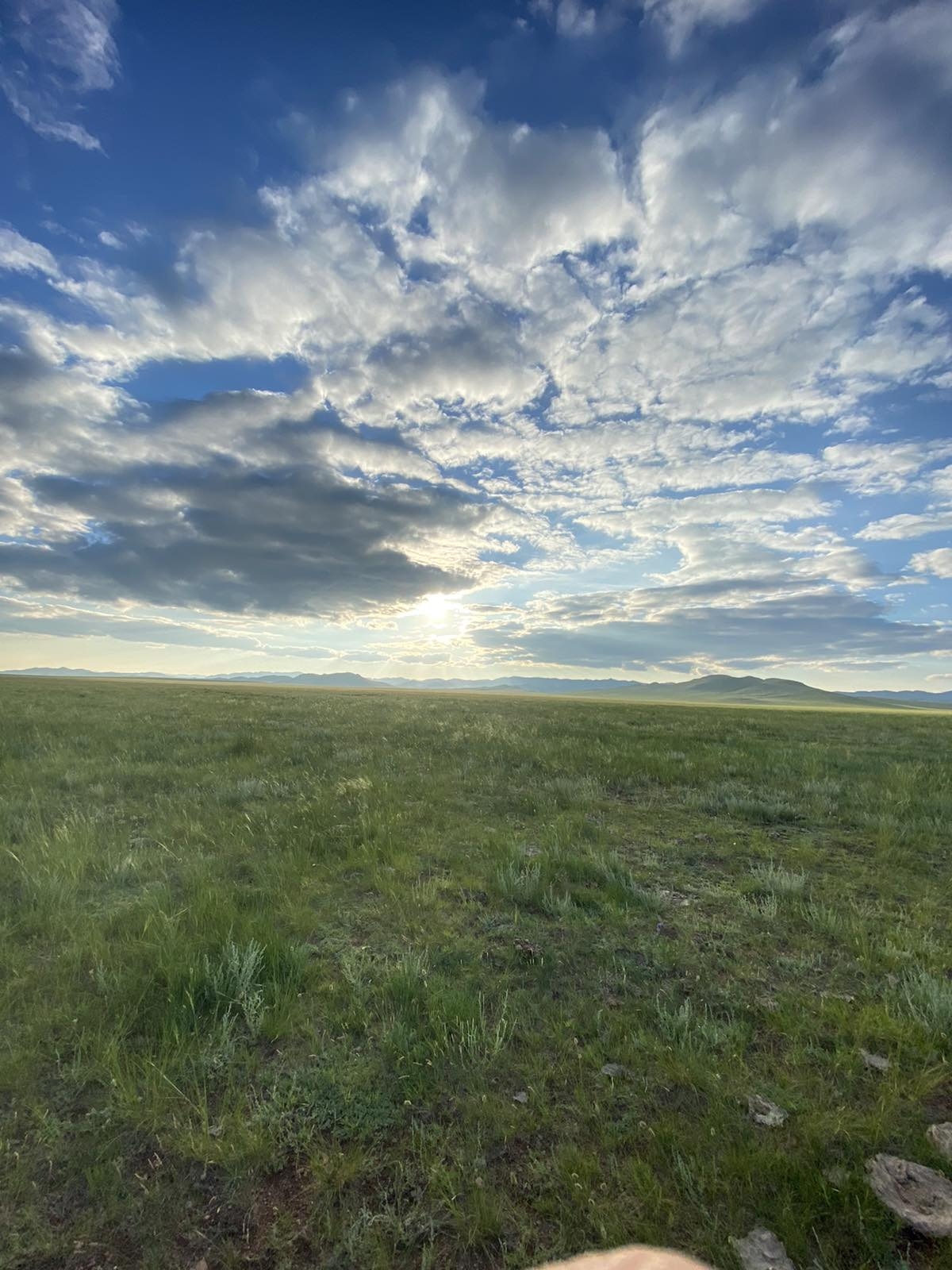
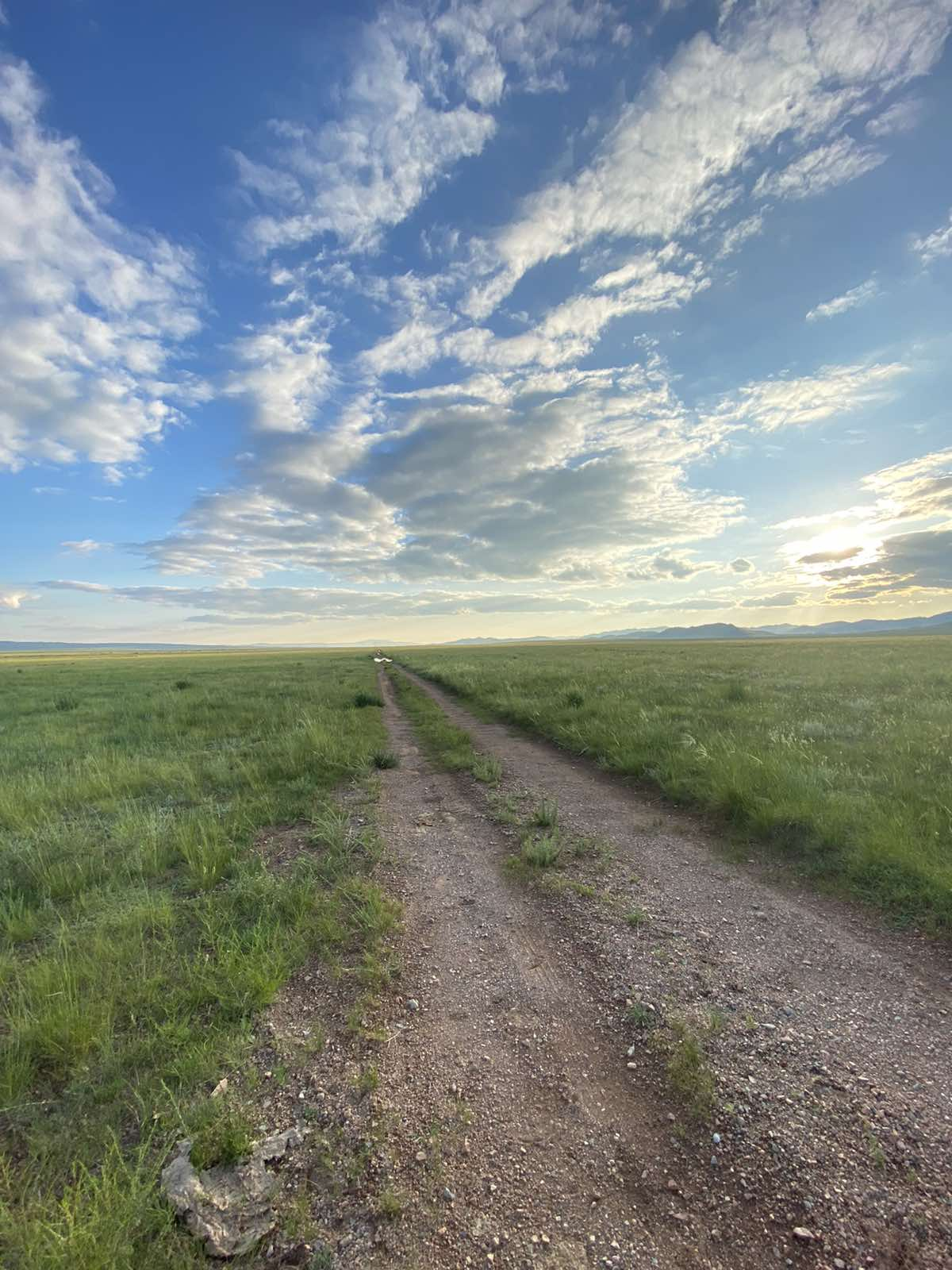

Krajobrazy rejonu